# ヴァーノン・デューク
ヴァーノン・デューク（Vernon Duke、1903年10月10日 - 1969年1月16日）は、「ニューヨークの秋」などのジャズのスタンダード・ナンバーで有名な、アメリカ合衆国の作曲家・詩人。
本名をヴラジーミル・アレクサンドロヴィチ・ドゥケーリスキー（ロシア語: Владимир Александрович Дукельский、ラテン文字表記:Vladimir Alexandrovich Dukelsky）といい、当時のロシア帝国ミンスク県（現在のベラルーシ・ヴィーツェプスク州）のパラフィアノヴォにて生まれる。家はグルジア系、オーストリア系、スペイン系の血を引いている。キエフ音楽院でレインゴリト・グリエールらに学んだ後、ロシア革命によりイスタンブールに避難し、詩人として活動を始めるが、1921年に渡米、ショーのための伴奏音楽を提供した。
1923年から、プロコフィエフの助言を容れて芸術音楽への復帰を目論み、イギリスやフランスに渡ってディアギレフのロシア・バレエ団のために《ゼフィルスとフローラ Zéphyr et Flore 》などいくつかのバレエ音楽を手懸ける。
1929年に米国に戻る。ジョージ・ガーシュウィンに見出されて、ブロードウェイのためにレヴューやミュージカルの創作に着手、この頃より英語風の「ヴァーノン・デューク」名義で活躍するようになる。斯界でのデビュー作は、1932年の《もっと速く歩け "Walk a Little Faster"》。ちなみにミュージカル・コメディの第1作は、1940年の《 "Cabin in the Sky" 》であった。
最も有名な楽曲に、アイラ・ガーシュウィンの歌詞による《言い出しかねて "I Can't Get Started" 》、イップ・ハーバーグの歌詞による《パリの四月 "April In Paris" 》(1932年) 、《 "What Is There To Say" 》（1934年）、自作の詩による《ニューヨークの秋 "Autumn in New York" 》（1934年）がある。ヴァーノン・デュークの作品に傾倒する音楽家に、アンドレ・プレヴィンやドーン・アップショーがいる。
ブロードウェイでの活躍が認められてからも、かつてプロコフィエフから受けた戒めを守ってクラシック音楽の作曲を続け、その場合は本名を名乗った。この場合、英語読みに近い表記は、ウラディミール・デュケルスキーとなる。1955年までに3曲の交響曲などを残している。
1969年、カリフォルニア州サンタモニカで肺癌の手術中に死去。同地のウッドローン墓地に埋葬されていたが、遺灰は1993年になって遺言により海へ散骨された。